# Pustomyty (obwód rówieński)
Pustomyty – wieś na Ukrainie w rejonie hoszczańskim obwodu rówieńskiego.

## Historia
Właścicielem Pustomytów w drugiej poł. XVIII w. był Antoni Pruszyński.
W czerwcu 1943 nacjonaliści ukraińscy z OUN-UPA zamordowali 32 Polaków pracujących w tutejszym majątku ziemskim, grabiąc i paląc dwór wraz z zabudowaniami.

## Urodzeni w Pustomytach
Andrzej Pruszyński – ur. w 1890, hrabia, ochotnik w wojnie polsko-bolszewickiej, aresztowany przez NKWD w 1939 r., zm. w lutym 1942 r. w Taszkencie.
Magdalena Pruszyńska-Jaroszyńska – ur. w 1927 r., rzeźbiarka, zm. w 2009 r. w Krakowie.
Stanisław Pruszyński – ur. w 1928, działacz społeczny, współzałożyciel Fundacji im. Brata Alberta, zm. w 1988 r. w Krakowie.